# Luba (Abra)
Luba is een gemeente in de Filipijnse provincie Abra op het eiland Luzon. Bij de laatste census in 2007 had de gemeente ruim 6 duizend inwoners.

## Geschiedenis
De oudste nederzetting in de huidige gemeente Luba bevond zich in het hedendaagse Barit. De nederzetting bevond zich in een dicht bebost gebied met grote dikke bomen onderling verbonden door talloze houten lianen, die "barit" werden genoemd. De bewoners van de nederzetting voorzagen in hun levensonderheid door te jagen op de vele wilde zwijnen en herten en door het plukken van de vele soorten fruitbomen in buurt.
De nederzetting in Barit groeide gestaag en in de buurt ontstond een nederzetting genaamd Barit-Luzong. Ten zuidwesten van Barit ontstond nog een dorp, die Barit-Lulluno werd genoemd. Al snel volgde Barit-Amtuagan. Pas veel later ontstond de nederzetting Bancagan, dat later de belangrijkste nederzetting van de gemeente zou worden. Volgens de overlevering werden de oevers van de rivieren gemeden, door de aanwezigheid van dodelijke reptielen die "buaya" werden genoemd. Maar halverwege de 18e eeuw ontstond ook daar een nederzetting. Men vermoedt dat ongeveer een halve eeuw daarvoor de lokale bewoners waren overgstapt op de landbouw. Om landbouwgrond te creëren werden stukken bos platgebrand. Hierdoor verdwenen bijna alle hoge dikke tropisch hardhout bomen in de omgeving. Een gevolg was bovendien dat zogenaamde "flash floods" regelmatig voorkomen. De aanslibbing als gevolg van deze overstromingen zorgde er wel voor dat de "buayas" uit hun schuilplaatsen werden verdreven. Hierdoor werd het voor de mensen in de omgeving makkelijk ze te doden.
De eerste formele naam voor de gemeente Luba was Barit-Amtuagan. Ook de nederzettingen aan de oostkant van de rivier vielen hieronder. Het centrum van Barti-Amtuagan bevond zich ten zuidoosten van Barit in de buurt van de rivier de Damalin, de grootste zijrivier van de Abra. Later besloten de leiders van dat Barit-Lulluno dat deze nederzetting belangrijkste moest. Deze situatie bestond voort tot in de beginjaren van de Amerikaanse koloniale periode.
Vanaf 1917, maar misschien al wel eerder, werd de naam Luba gebruikt als aanduiding van de gemeente. De naam zou zijn een samenstelling zijn van de eerste twee letters van Lulluno en Barit.
In 1918 verscheen Luba voor het eerst in de volkstellingen (census van 1918). In 1920 werd Bancagan (nu: poblacion) de kern van de gemeente omdat in dit deel van de gemeente de meest invloedrijke mensen woonden.

## Geografie

### Landschap en topografie
De gemeente Luba bevindt zich in het zuiden van de provincie Abra tussen 17°14'25" en 17°23'50" noord en 120°35'00" en 120°45'10" oost. Luba ligt zo'n 44 kilometer ten zuiden van de hoofdstad van Abra, Bangued en ongeveer 200 kilometer ten noorden van Baguio. De gemeente wordt begrensd door de gemeenten Manabo in het noorden, Boliney in het noordoosten, ) in het oosten, San Emilio in het zuiden en Villaviciosa in het westen. Luba heeft een oppervlakte van 208,5 km² en is daarmee de op 7 na grootste gemeente van de provincie Abra. Barangay poblacion is de grootste barangay van de gemeente met 35,1 km², terwijl Sabnangan met 17,9 km² de kleinste barangay is.
Het landschap in de gemeente is heuvelachtig tot bergachtig. De hoogte varieert van 200 tot 1100 meter bovenzeeniveau. Er lopen door Luba vijf zijriveren naar de Abra toe.

### Bestuurlijke indeling
Luba is onderverdeeld in de volgende 8 barangays:
- Ampalioc
- Barit
- Gayaman
- Lul-luno
- Luzong
- Nagbukel-Tuquipa
- Poblacion
- Sabnangan

## Demografie
Luba had bij de census van 2007 een inwoneraantal van 6.363 mensen. Dit zijn 160 mensen (2,6%) meer dan bij de vorige census van 2000. De gemiddelde jaarlijkse groei komt daarmee uit op 0,35%, hetgeen lager is dan het landelijk jaarlijks gemiddelde over deze periode (2,04%). Vergeleken met de census van 1995 is het aantal mensen met 804 (14,5%) toegenomen.

De bevolkingsdichtheid van Luba was ten tijde van de laatste census, met 6.363 inwoners op 208,5 km², 30,5 mensen per km².